# Юеджи
Юеджи или юечжи (на китайски: 月氏; на пинин: yuèzhì, юеджъ) е китайското име на древен централноазиатски номадски народ. Юеджи е китайски екзоним съставен от две думи: yuè (月) „луна“ и shì (氏) „клан“, което в случая се чете zhi (това е един от йероглифите с двойно четене). След поражението си от хунну през 162 пр.н.е. те се преселват на запад в басейна на Амударя, откъдето изместват саките. През 132 пр.н.е. юеджи на свой ред са изтласкани от племената усун към Бактрия, където те влизат в контакт с елинистичната култура и по-късно основават Кушанската империя.

## Ранна история
Юеджите са записани в китайските хроники в края на периода на воюващите държави (495 – 221 пр.н.е.) като номадски племена, живеещи в земите на западния регион, по-специално около Дунхуан и Гуачжоу. За разлика от съседите си хунну юеджите не влизат във военни сблъсъци с китайските държави, династията Цин дори търгува с тях, като разменя коприна за нефрит и бойни коне. По този начин юеджите, които препродават китайската коприна на съседни народи, поставят началото на търговията по Пътя на коприната.
Юеджите завземат областта Дунхуан и постепенно стават много силна нация в северозападната част на Китай. В записките Ханшу е отбелязано:
| „ | Големите Юеджи са номадска орда. Те се движат наоколо с добитъка си и имат същите обичаи като тези на хунну. Тъй като техните войници са повече от сто хиляди, те са силни и презират хунну... В миналото, те са живели в района между Дунхуан и Килиян [планина] (южно от коридора Хъси). | “ |

Юеджите са толкова силни, че хунну монархът Тоуман дори изпраща големия си син Моду като заложник на юеджите. Юеджите често атакуват съседните им усуни заради роби и пасища. Усуните първоначално са живели заедно с юеджите в района между Дунхуан и Килиян (планина). Юеджите атакуват Усуните, убиват техният монарх Нандуми и завземат неговата територия. Синът на Нандуми, Кунмо избягва при Хунну и е отгледан от техния монарх.
Постепенно хунну стават все по-силни и избухва война между тях и юечжите. Имало е най-малко четири войни между юеджите и хунну според китайските хроники. Първата война избухва по време на царуването на хунну монарха Тоуман († 209 пр.н.е.), който внезапно напада Юеджите. Юеджите искали да убият Моду, сина на Тоуман, когото държат като заложник при тях, но Моду откраднал добър кон от тях и успял да избяга в страната си. Както изглежда, хунну не побеждават юеджите в тази първа война.
Втората война е през 7-ата година от царуването на Моду (203 г. пр.н.е.). При тази война голяма част от територията, която първоначално принадлежала на юеджите, е завладяна от хунну и хегемонията на юеджите започва да се разклаща. Третата войната вероятно е през 176 г. пр.н.е. (или малко преди това) и юеджите понасят тежка загуба. Четвъртата война вероятно е по времето на царуване на хунну монарха Лаошан (174 – 166 пр.н.е.) и е катастрофална за юеджите – царят им е убит и от черепа му е направена питейна чаша. Вероятно около 165 пр.н.е. голяма част от юеджите мигрират от Таримския басейн на запад към Фергана, като най-накрая се установяват в Трансоксиана и Бактрия. Според Ото Маенчен-Хелфен отделни групи племена на юеджите мигрират далеч на запад и достигат степите северно от Кавказ и северните брегове на Черно море през 1 век ВС. 

## Заселване в Бактрия
Юеджите са посетени в Трансоксиана през 126 пр.н.е. от китайска мисия, предвождана от дипломата пътешественик Джан Циен, като официалната цел на мисията е да осигури подкрепа на юеджите за китайците във войната им с хунну. Синът на убития цар на юеджите обаче отказва такава подкрепа, тъй като предпочита да живее в мир в новозаселените земи на Бактрия и Трансоксиана. Пътешествието на китайската мисия хвърля значителна светлина върху политическата ситуация в централна Азия по онова време и обичаите на народите, живеещи там. Джан Циен открива царя на юеджите в района на север от река Амударя, впоследствие той пише, че юеджите продължават да живеят номаден начин на живот и на новото място, като оценява броят на техните войници между 100 и 200 хиляди.(Shiji, 123)
Китайските мисии в Бактрия и Трансоксиана вероятно са били движени и от други стимули в допълнение към възможността за съюз с юеджите срещу хунну. Китайските императори през периода Хан са искали да притежават т.нар. небесни коне, които имали свойството да изпотяват кръв. Китайският поет Ли Бай пише в своята „Песен за Небесния Кон“, че небесните коне излизат от пещерите на юеджите и техните гърбове имат тигрова шарка. През 101 г. пр.н.е. Хан императора Ву изпраща военна експедиция в Согдиана, за да се сдобие с така наречените небесни коне. Търсенето на перфектните коне може да е имало повече духовен смисъл, отколкото практически или военен такъв. Императорът Ву дори композира химн, докато чака пристигането на 30 небесни коне, като се е надявал, че те ще го издигнат до Кунлун – свещената планина, дом на всички безсмъртни.

## Произход, обичаи, език
Трудно е да се каже дали юеджите следва да бъдат включени в категорията на урало-алтайските племена като тюрки или хуни. Нищо не е известно за техния език. Съдейки по физическия тип, представен на кушански монети, външният им вид е по-скоро тюркски, отколкото монголски или угро-фински. Някои авторитети считат, че името „турушка“ или „турукха“, с което са ги наричали индийските автори, е още едно доказателство за връзката им с тюрките. Но името тюрки и тяхната национална идентичност изглежда се отнася към средата на V век, така че вероятно е анахронизъм да се причисляват юеджите към тюркските племена. Възможно е обаче юеджите и тюрките да са паралелно развили се подобни или дори първоначално идентични племена. Някои автори считат, че юеджите са гети и че първоначалната форма на името е „утит“ или „гет“, като вероятно се появява и в индийските Джати. Други учени считат, че поне част от племената на юеджите са говорели хотано-сакски език, а според Едвин Пулейбланк юеджите са индо-европейци и са говорели форма на тохарски езици. Според Хиун Ким(Hyun Jin Kim) номадните юеджи притежават политически институции, които поразително много приличат на хунну и по-късните хуни. Китайците споменават пет сихоу или лордове на юеджите, които управляват петте племена на имперската им конфедерация. Титлата сихоу съответства в произношението на това, което по-късно ще се превърне в тюркската титла „иабгу“. Тази изначално юеджи царска титла се появява на монетите на техните царе като „иапгу“ (IAPGU) и е заимствана при Хунну от юеджите. Сред тюрките, титлата „иабгу“ (yabgu) придобива нов живот. В тюркските надписи от Монголия тя се появява като благородническа титла веднага след титлата „каган“ (qagan). Куйан/Каган (Kuyan/gayan) е Юеджи символ за земното въплъщение на Луната и Млечния път.
Някои учени обяснянат думите, отнасящи се до юеджи (月氏) или кушаните, като идващи от тюркските езици, като по този начин се заключват, че езика на кушаните е бил клон на тюркските езици. Тази теория е неадекватна. В Зоушу (Zhoushu 周書), гл. 50 е записано, че: „Предшествениците на тюрките идват от държавата на Суо 索“. Предполага се, че „Суо (索)“ е транскрипция на саки (Sakae) или с други думи, вероятно предците на тюрките първоначално са били клон на саките (Sacae). Ако това е вярно, не е трудно да се разбере защо някои думи и титли, свързани с юеджите или кушаните, могат да бъдат обяснени чрез тюркските езици. В книгата „Реката на царете“ (Rājataraṅgiṇī, I, 170) е отбелязано, че тюркският владетел на Гандхара твърди, че негов прародител е Канишка, великият кушански император и основател на династията на кушаните, и може би това не е било просто хвалба. Други учени считат, че езикът на кушаните е бил ирански език. Тази теория е също така неадекватна, поради следните причини. Първо, те са били клон на саките, племенен съюз съставен от най-малко четири племена, аси, гасиани, тохари и сакараули. От тях някои племена са говорили на ирански език, но също така някои са говорили индоевропейски езици, различни от иранския език, например тохарите. На следващо място, племената които са говорили тохарски са били в близък контакт с племената които са говорели ирански език, така че думите, които могат да бъдат обяснени чрез иранския език вероятно първоначално са били тохарски.
Юрий Зуев включва юеджите (Uechji) сред племената на ранните тюрки. Той пише, че „в Северен Кавказ те са говорили на източно-ирански език, а в Кандзю са говорили тюркски език“. Неговите есета за ранните тюркски племена и държавен тип конфедерации показват, че „идеологическите възгледи съвпадат в много отношения и имат обща основа водеща до последните векове преди новата ера. Такава основа е пантеона на древните конфедерации на юеджите и канглите, които са оставили следи в идеологическите комплекси на аштак-тюрките, огузите, куманите, кимеците и т.н. Много аспекти са все още във фолклора на съвременните тюркски народи. Традицията на идеологическа приемственост прониква историята на тези народи от дълбока древност до съвремието.“ Вероятно един от най-забележителните е обичаят на населението напълно да бръснат главите си. Седемте племена юеджи – тохари са били белоглави т.е. с напълно бръснати глави. Ритуалното гологлавие е било еквивалентно на лунноглавие. Тъй като думата юеджи е китайски екзоним, образуван от две думи yuè(月) „Луна“ and shì(氏)„клан“, следва, че те бръснели главите си, за да приличат на Луната.
Във връзка с известно сходство в имената, някои изследователи свързват юеджи с различни племена, като масагетите, готите, гетите, гутеите и други, но никое от тези схващания няма широка научна подкрепа. Някои историци и изследователи като Кънингам, Дахия, Кноблох, Зуев и др. идентифицират юеджите с масагетите от древните класически източници, но това категорично се отхвърля от други. Хенинг свързва юеджите с гутеите които през 2000 пр.н.е. напускат родните си земи Загрос (съвременен Иран) и се отправят към централно-азиатските степи и впоследствие към северозападен Китай. Единственото доказателство представено от Хенинг в подкрепа на тази теза се основава на базата на прилики в керемиката и много съвременни учени го считат за неубедително. Според Бейли формите на името тохар (tu-γαρα или Great Gara) са много, някои от които са Θογαρα (гръцки), но също така thog-gar/ bho-gar в тибетския език.

## Малки юеджи
Малките юеджи остават в северен Китай и са включени в състава на конфедерацията хунну под името дзие. Китайските хроники ги посочват като едно от 19-те племена на хунну. Броят на малките юеджи съвсем не е малък, както обикновено се смята, за което свидетелства фактът, че в периода между 184 г. до 221 г. е имало бунт на малките юеджи в Гансу, северен Китай, който китайците не успяват да погасят 40 години. През 7 пр.н.е. китайските хроники документират племе хвар на юеджите, което охранява южната граница на конфедерацията хунну. В началото на четвърти век се установява Жоужан хаганата на територията на днешна Монголия и под неговия натиск малките юеджи започват миграция към Казахстан и Бактрия под името хвар-хуни. През 349 г. е имало масово клане на дзие в северен Китай, Ото Менхен-Хелфен посочва, че 200 хил. от тях са били изклани. Вероятно това е крайната дата която може да приемем за миграцията на малките Юеджи от северен Китай/Тарим към Казахстан.